# Bundesstraße 319
De Bundesstraße 319 (afkorting: B 319) is een 10 kilometer lange bundesstraße  in de Duitse deelstaat Beieren.
De bundesstraße begint in Berchtesgaden aan de B 305 over de Obersalzberg naar de wijk Unterau in Berchtesgaden waar hij weer aansluit op de B 305.
Het gedeelte tussen de B 305 in Berchtesgaden en de Obersalzberg werd vroeger als B 425 genoemd en is tegenwoordig onderdeel van de  Deutschen Alpenstraße en de aanloop naar de Roßfeldhöhenringstraße.
Op het Plateau bevindt van de Obersalzberg zich nu onder anderen een Dokumentatiecentrum over de betekenis van de Obersalzberg voor en tijdens de Tweede Wereldoorlog.
B2 · B2a · B2R · B3 · B4 · B4R · B8 · B10 · B11 · B12 · B13 · B13n · B14 · B15 · B15n · B16 · B17 · B18 · B19 · B20 · B21 · B22 · B23 · B25 · B26 · B26a · B27 · B28 · B28a · B29 · B30 · B31 · B31a · B32 · B33 · B33a · B34 · B35 · B36 · B37 · B38 · B38a · B39 · B44 · B45 · B47 · B85 · B89 · B131n · B173 · B276 · B278 · B279 · B285 · B286 · B287 · B289 · B290 · B291 · B292 · B293 · B294 · B295 · B296 · B297 · B298 · B299 · B300 · B301 · B302 · B303 · B304 · B305 · B306 · B307 · B308 · B309 · B310 · B311 · B312 · B313 · B314 · B315 · B316 · B317 · B318 · B319 · B340 · B378 · B388 · B415 · B425 · B426 · B462 · B463 · B464 · B465 · B466 · B467 · B468 · B469 · B470 · B471 · B472 · B491 · B492 · B500 · B505 · B512 · B523 · B532 · B533 · B535 · B588 · B999